# TCR (Tourenwagen)

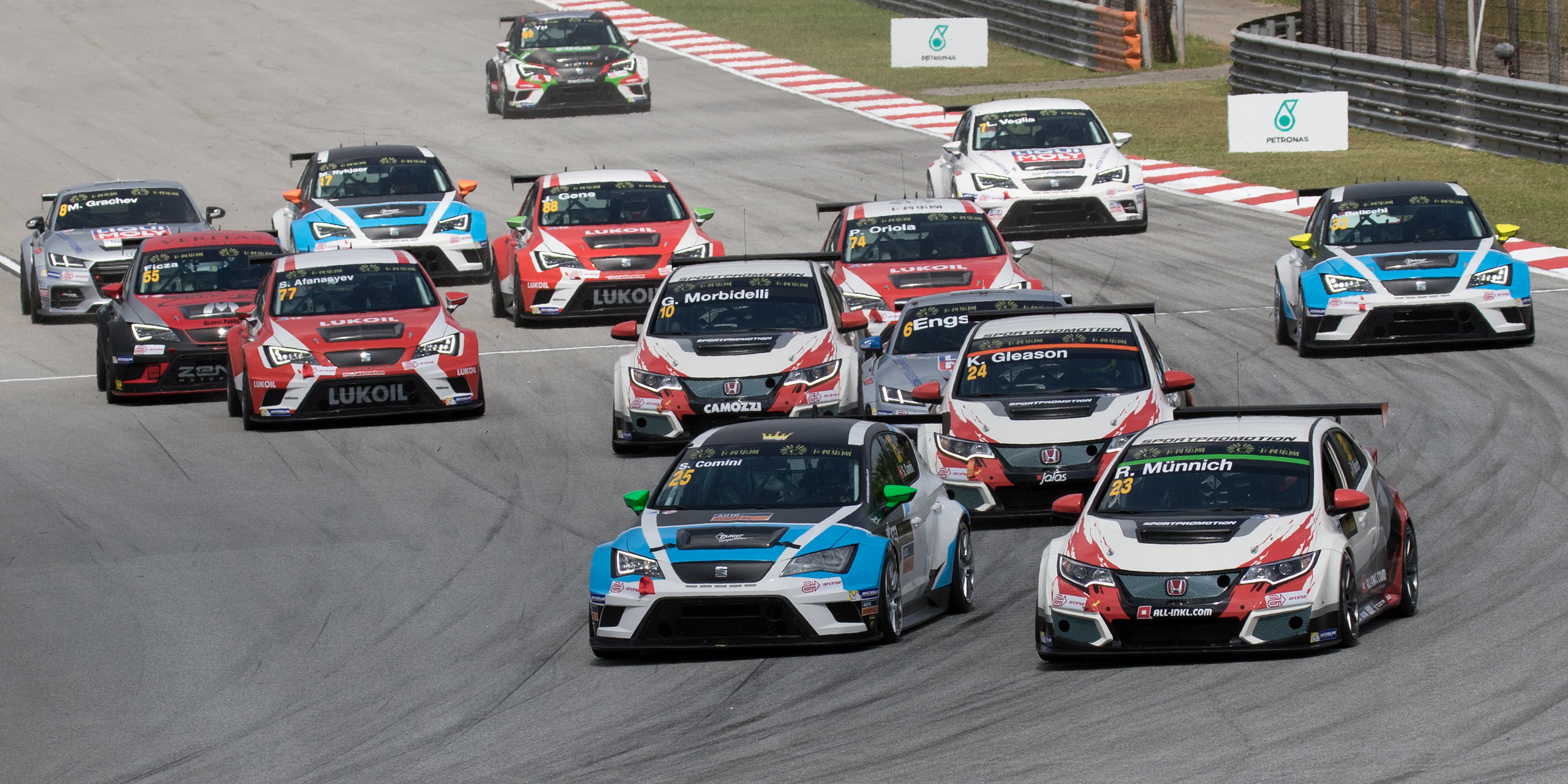
Start des ersten TCR-Rennens in Sepang 2015

TCR (Touring Car Racing) bezeichnet eine Tourenwagen-Spezifikation im Automobilsport. Das technische Reglement folgt dem Konzept der GT3-Rennwagen, bei denen Leistungsunterschiede der Rennfahrzeuge über eine Balance of Performance ausgeglichen werden. Es gibt diverse Rennserien, die nach dem TCR-Reglement ausgetragen werden. Die erste war die TCR International Series, die im Jahr 2015 ihre Premierensaison absolvierte. Viele weitere regionale und nationale Meisterschaften folgten.

## Geschichte
Im Laufe des Jahres 2014 wurden Pläne für eine neue Tourenwagenserie bekannt, die unterhalb der WTCC angesiedelt werden sollte. Ähnlich wie im Formel- oder Motorrad-Bereich wollte die FIA ursprünglich eine Pyramide aus TC1-, TC2- und TC3-Tourenwagen schaffen. Von diesen Plänen trat man jedoch zurück und positionierte das in TCR umbenannte neue Format als kostengünstige Alternative zur WTCC. Das technische Reglement der neuen Rennserie bilden Markenpokal-Rennwagen, die über eine Balance of Performance auf ein einheitliches Leistungsniveau nivelliert werden. Das Basiskonzept bildet der Seat-Leon-Supercopa-Markenpokal-Rennwagen. Dieser war bereits im European Touring Car Cup zwischen 2014 und 2015 in der Single-Make-Trophy neben den TC2-Tourenwagen startberechtigt. Damit griff man das Konzept der Deutschen Tourenwagen-Meisterschaft von Ende der 1980er-Jahre auf. Damals übernahm die DTM das FIA-Gruppe-A-Reglement mit verschiedenen Motorhubraumklassen und führte über ein Handicap-Reglement die „klassenlose Gesellschaft“ ein.
2015 startete die TCR International Series in ihre erste Saison. Es folgten weitere internationale, regionale und nationale Rennserien. In Deutschland existiert seit 2016 die TCR Germany, die mit teilweise über 40 eingeschriebenen Fahrzeugen zu den größten Starterfeldern weltweit gehört. Aufgrund des weltweiten Erfolgs der TCR-Rennserien übernahm auch die FIA dieses Reglement: Zwischen 2006 und 2007 war bereits der ETC-Cup mit TCR-vergleichbaren Tourenwagen ausgetragen worden. Zur Saison 2018 fusionierte die Tourenwagen-Weltmeisterschaft (WTCC) mit der TCR International Series zum FIA-Tourenwagen-Weltcup (WTCR) und übernahm die TCR-Regeln.

## Technische Regularien
Am 15. September 2014, wurden erstmals die technischen Regularien veröffentlicht und am 22. Januar 2016 nochmal überarbeitet. Das Konzept sieht markenpokalähnliche Fahrzeuge vor, die über eine Balance of Performance auf ein ähnliches Leistungsniveau angeglichen werden. Als Vorlage diente der Markenpokal-Rennwagen des Seat Leon Supercopa. Dabei wurde das erfolgreiche Konzept der GT3-Sportwagen auf den Tourenwagen-Sport übertragen, bei dem ursprünglich der Porsche 911 GT3 Cup aus dem Porsche Carrera Cup als Basisfahrzeug diente. Ähnlich erfolgreich war bereits Ende der 1980er-Jahre die Deutsche Tourenwagen-Meisterschaft mit dem Konzept der „klassengleichen Gesellschaft“. Damals wurden die verschiedenen Hubraumklassen des FIA-Gruppe-A-Reglements über ein Handicap-Reglement auf ein Leistungsniveau gebracht.
Während das sportliche Reglement in den TCR-Rennserien den Organisatoren freigestellt ist und damit sowohl Sprint- als auch Langstreckenrennen möglich sind, ist das technische Reglement fest vorgeschrieben und muss überall identisch sein. Damit soll sichergestellt werden, dass die Autos ohne große Umbauten vielseitig einsetzbar sind.
- Zugelassene Autos: 4/5-türige Fahrzeuge
- Chassis: Überarbeitetes Chassis vom Serienmodell
- Mindestgewicht: 1250 kg für Fahrzeuge mit Produktionsgetriebe, 1285 kg für Fahrzeuge mit Renngetriebe (jeweils mit Fahrer)
- Mindestlänge: 4,20 Meter
- Maximale Gesamtbreite: 1,95 Meter
- Motor: Turbo-Benzin oder Diesel bis 2,0 Liter
- Drehmoment: ca. 410 Nm
- Leistung: 249 kW (330 PS)
- Schmierung: Nasssumpfschmierung
- Auspuff: Homologierter Katalysator unter Verwendung von Serienteilen
- Antrieb: Vorderradantrieb
- Getriebe: Produktionsgetriebe oder TCR Serie-Getriebe sequenziell; Paddle Shift ist erlaubt
- Bremsen:
  - Vorne: max. 6-Kolben-Bremssättel, Bremsscheiben max. Durchmesser 380 mm
  - Hinten: max. 2-Kolben-Bremssättel; Serienmäßiges ABS ist erlaubt
- Räder: Maximale Abmessungen der Felge: 10" × 18"
- Aerodynamik:
  - Frontflügel: 2014 SEAT León Eurocup
  - Heckflügel: FIA Anhang J Art. 263 2014
  - Bodenfreiheit: mindestens 80 mm
  - Leistung/Gewichtsverhältnis: Balance of Performance (Gewichtsunterschied zwischen +70 und −20 kg vom minimalen Fahrzeuggewicht)

Fahrzeuge in der TCR International Series kosteten inklusive Motor zwischen 70.000 und 100.000 Euro.

## Zugelassene Fahrzeuge
Einmal im Jahr findet vor Saisonstart ein von der TCR-Organisation WSC ausgerufener Test statt, bei dem die Balance of Performance aller TCR-Fahrzeuge für sämtliche internationale, regionale und nationale TCR-Serien festgelegt wird. Neben statischen Leistungsmessungen auf Prüfständen werden die Autos auch auf der Rennstrecke gefahren, um die Leistungsdaten zu vergleichen. Zusätzlich zu den Fahrern der verschiedenen Marken führt ein unabhängiger Pilot Vergleichstests mit allen Fahrzeugen durch.
Durch die Balance of Performance werden die Unterschiede der verschiedenen Fahrzeugkonzepte auf ein einheitliches Niveau angeglichen. Dies erfolgt vor allem über eine Anpassung des Fahrzeuggewichts und der maximalen Motorleistung. Beim Test arbeiten die Technikexperten der TCR-Organisation WSC mit den Experten des Automobil-Weltverbands FIA zusammen.
| Marke                        | Fahrzeug                   | Motor                            | Hersteller                                    |
| Homologierte Fahrzeuge       | Homologierte Fahrzeuge     | Homologierte Fahrzeuge           | Homologierte Fahrzeuge                        |
| ---------------------------- | -------------------------- | -------------------------------- | --------------------------------------------- |
| Alfa Romeo                   | Alfa Romeo Giulietta TCR   | Alfa Romeo 1750 TBi R4           | Romeo Ferraris                                |
| Audi                         | Audi RS 3 LMS SEQ          | Volkswagen EA888 2.0 TFSI R4     | Audi Sport GmbH                               |
| Audi                         | Audi RS 3 LMS TCR DSG      | Volkswagen EA888 2.0 TFSI R4     | Audi Sport GmbH                               |
| Cupra                        | Cupra TCR                  | Volkswagen EA888 2.0 TFSI R4     | SEAT Sport                                    |
| Cupra                        | Cupra TCR DSG              | Volkswagen EA888 2.0 TFSI R4     | SEAT Sport                                    |
| Honda                        | Honda Civic Type R FK2 TCR | Honda K20C1 i-VTEC DOHC Turbo R4 | JAS Motorsport                                |
| Honda                        | Honda Civic Type R FK7 TCR | Honda K20C1 i-VTEC DOHC Turbo R4 | JAS Motorsport                                |
| Hyundai                      | Hyundai i30 N TCR          | Hyundai Theta II G4KD R4         | Hyundai Motorsport                            |
| Kia                          | Kia cee’d TCR              | Hyundai Theta II G4KD R4         | STARD                                         |
| Lada                         | Lada Vesta TCR             | Renault F4RT I4                  | Lada Sport                                    |
| Opel                         | Opel Astra TCR             | GM Ecotec 2.0L LTG R4            | Opel Performance Center / Kissling Motorsport |
| Peugeot                      | Peugeot 308 TCR            | Prince EP6FDTR 1.6l THP R4       | Peugeot Sport                                 |
| Renault                      | Renault Mégane TCR         | 1.8 Energy TCe I4                | Vuković Motorsport                            |
| Seat                         | Seat León TCR DSG          | Volkswagen EA888 2.0 TFSI R4     | SEAT Sport                                    |
| Seat                         | Seat León TCR SEQ          | Volkswagen EA888 2.0 TFSI R4     | SEAT Sport                                    |
| Subaru                       | Subaru WRX STi TCR         | Subaru EJ257 B4                  | Top Run Motorsport                            |
| VW                           | VW Golf GTI TCR DSG        | Volkswagen EA888 2.0 TFSI R4     | Volkswagen Motorsport                         |
| VW                           | VW Golf GTI TCR SEQ        | Volkswagen EA888 2.0 TFSI R4     | Volkswagen Motorsport                         |
| Fahrzeuge mit Sonderfreigabe |                            |                                  |                                               |
| Peugeot                      | Peugeot 308 Racing Cup     | Prince EP6FDTR 1.6l THP R4       | Peugeot Sport                                 |

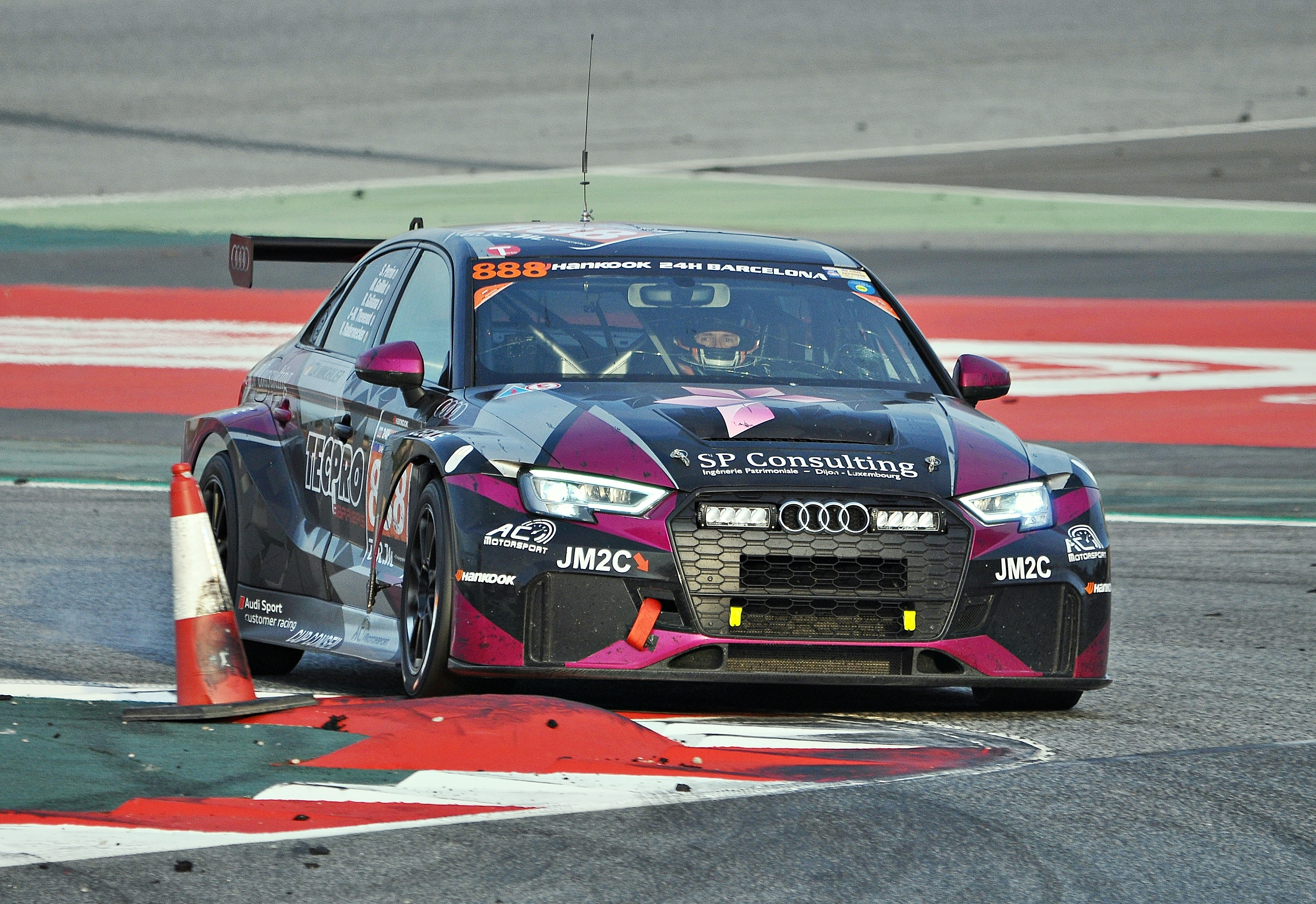
Audi RS3 LMS
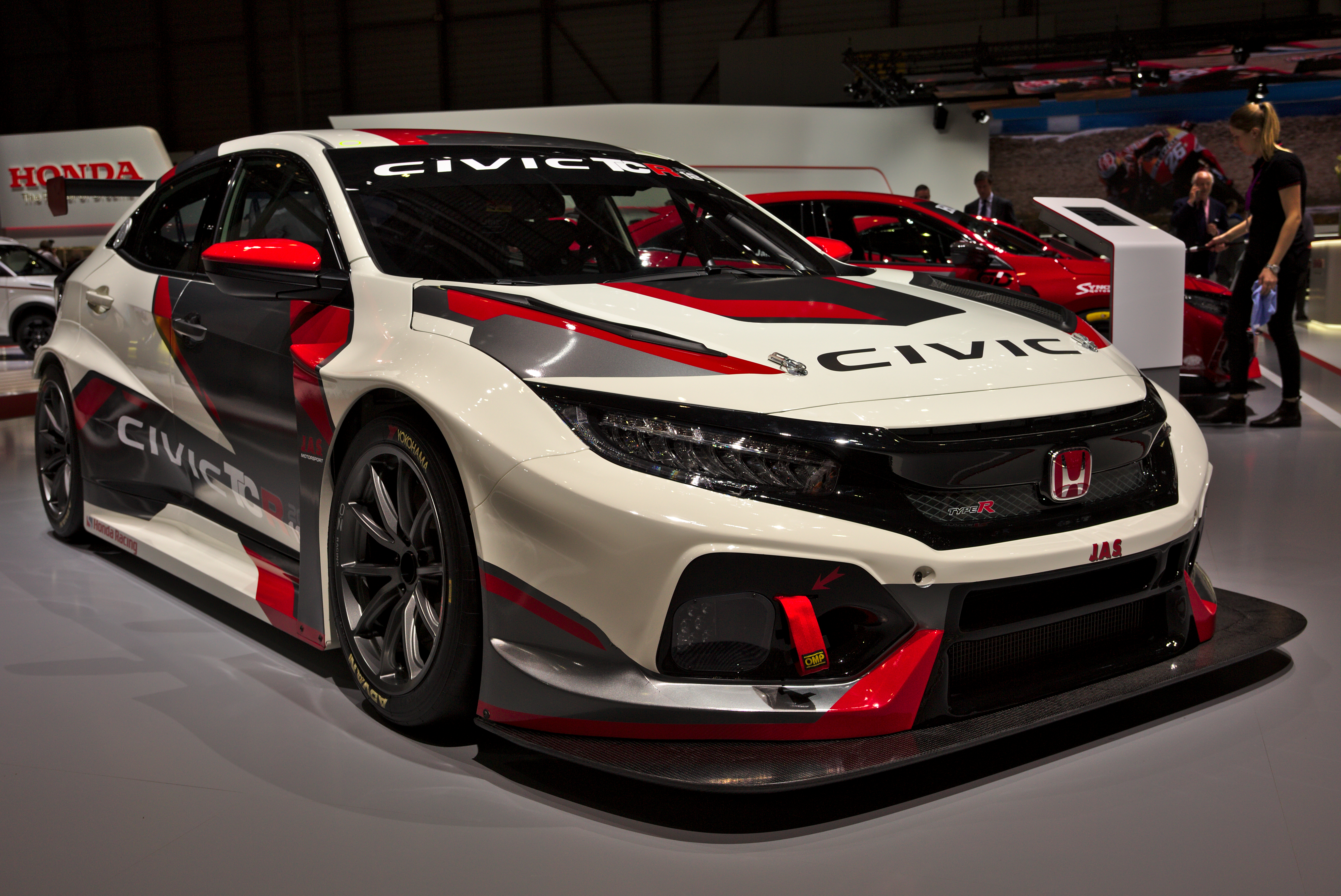
Honda Civic TCR (10. Gen)
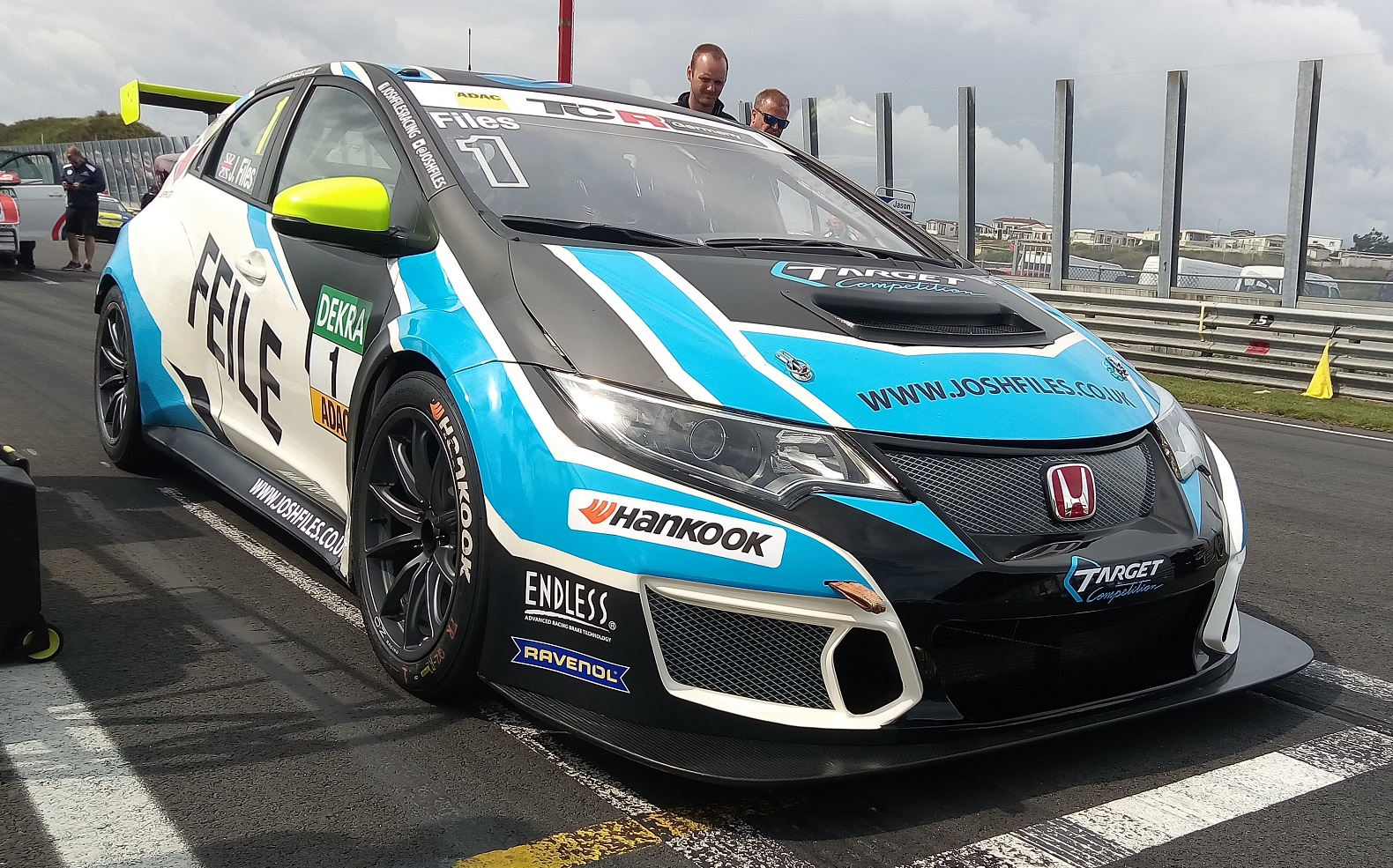
Honda Civic TCR (9. Gen)
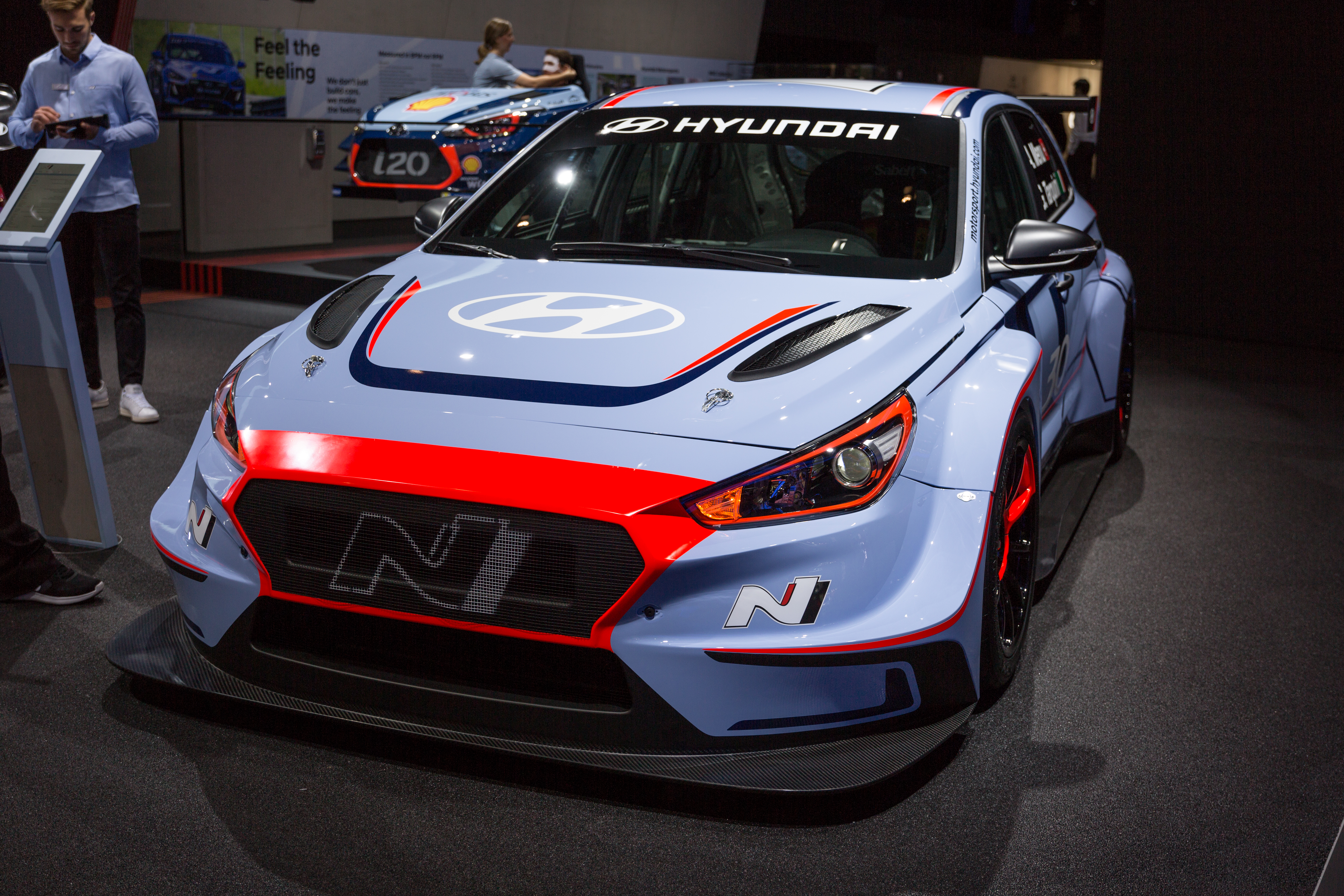
Hyundai i30 N TCR
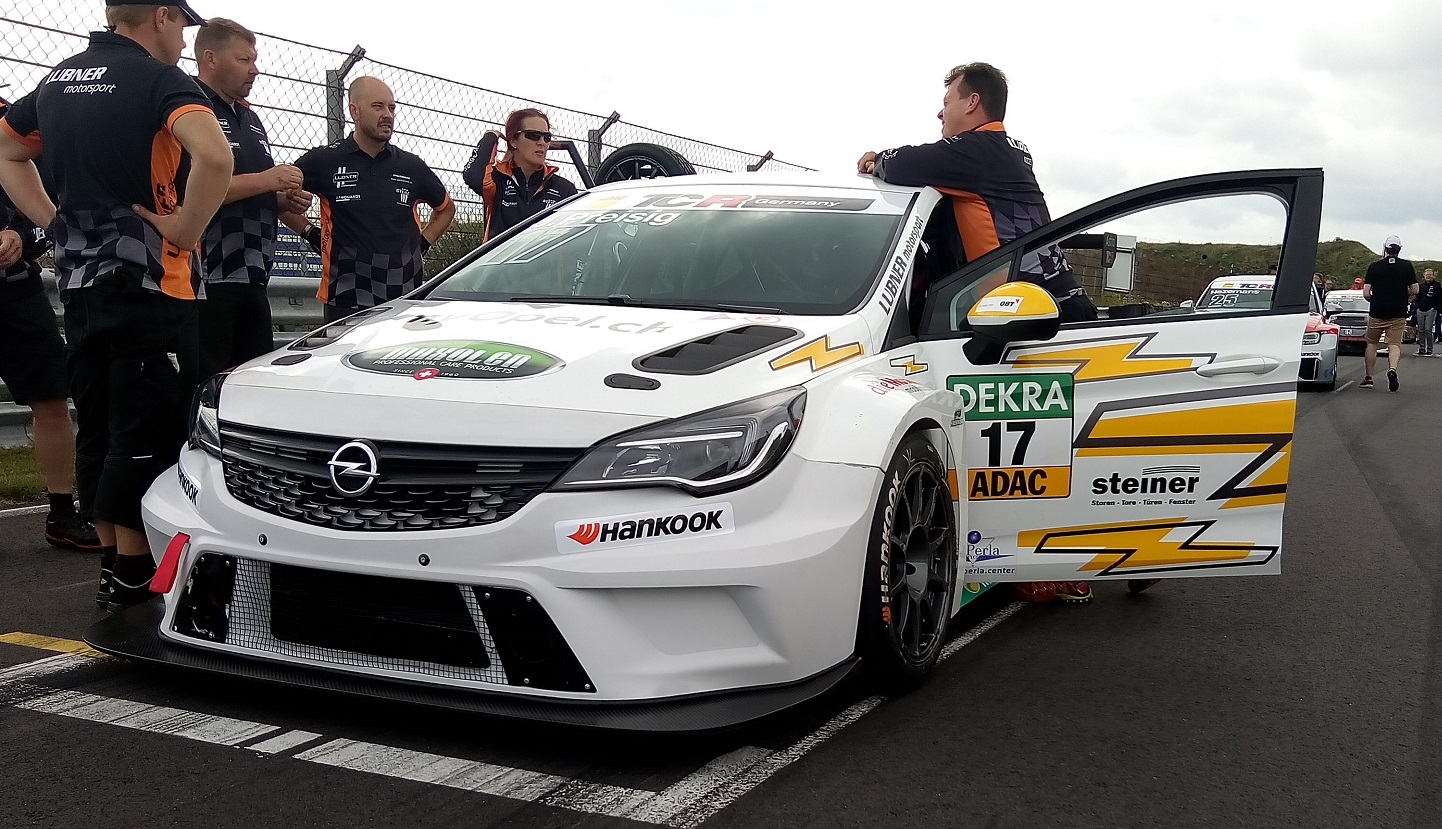
Opel Astra TCR
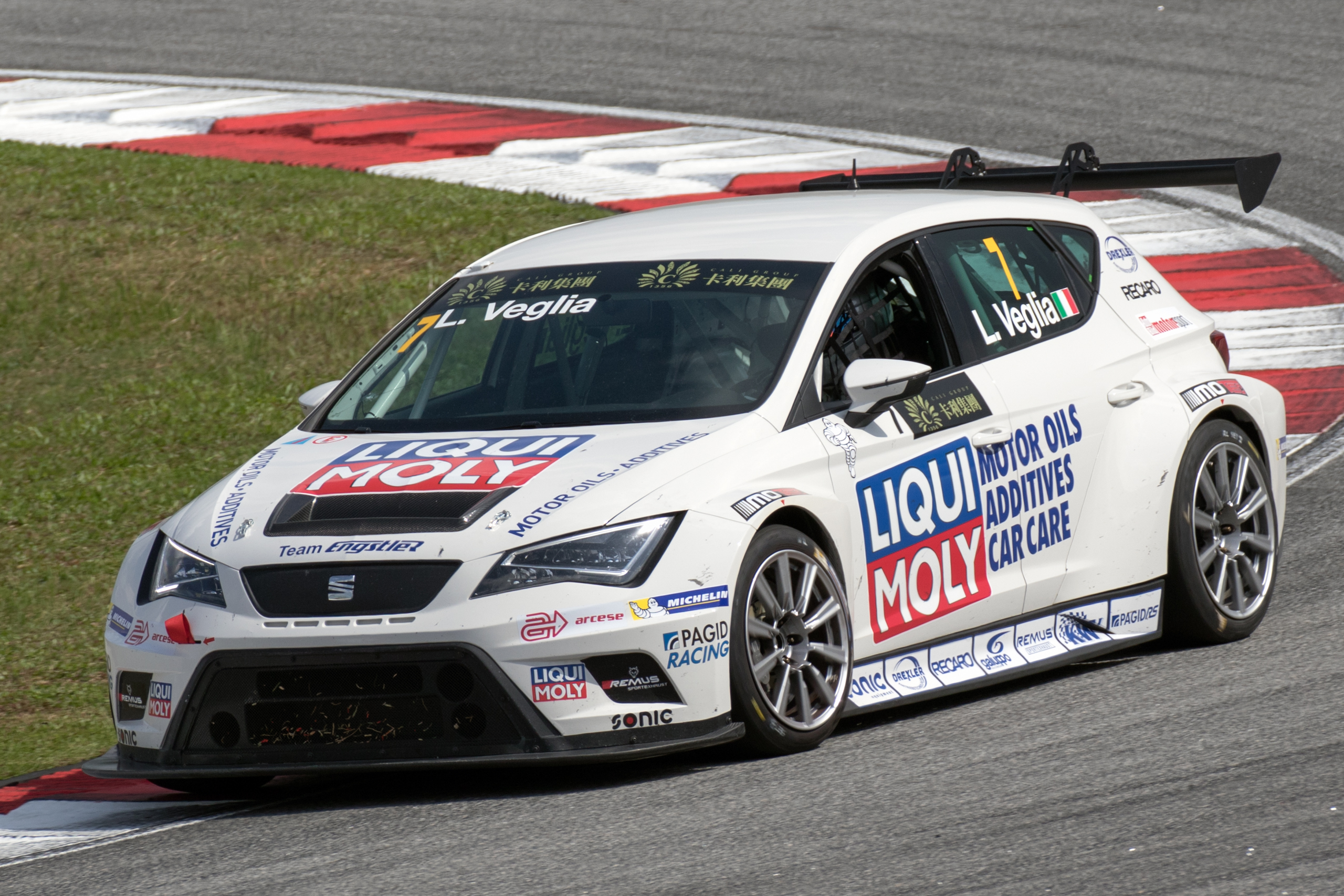
Seat León Cup Racer
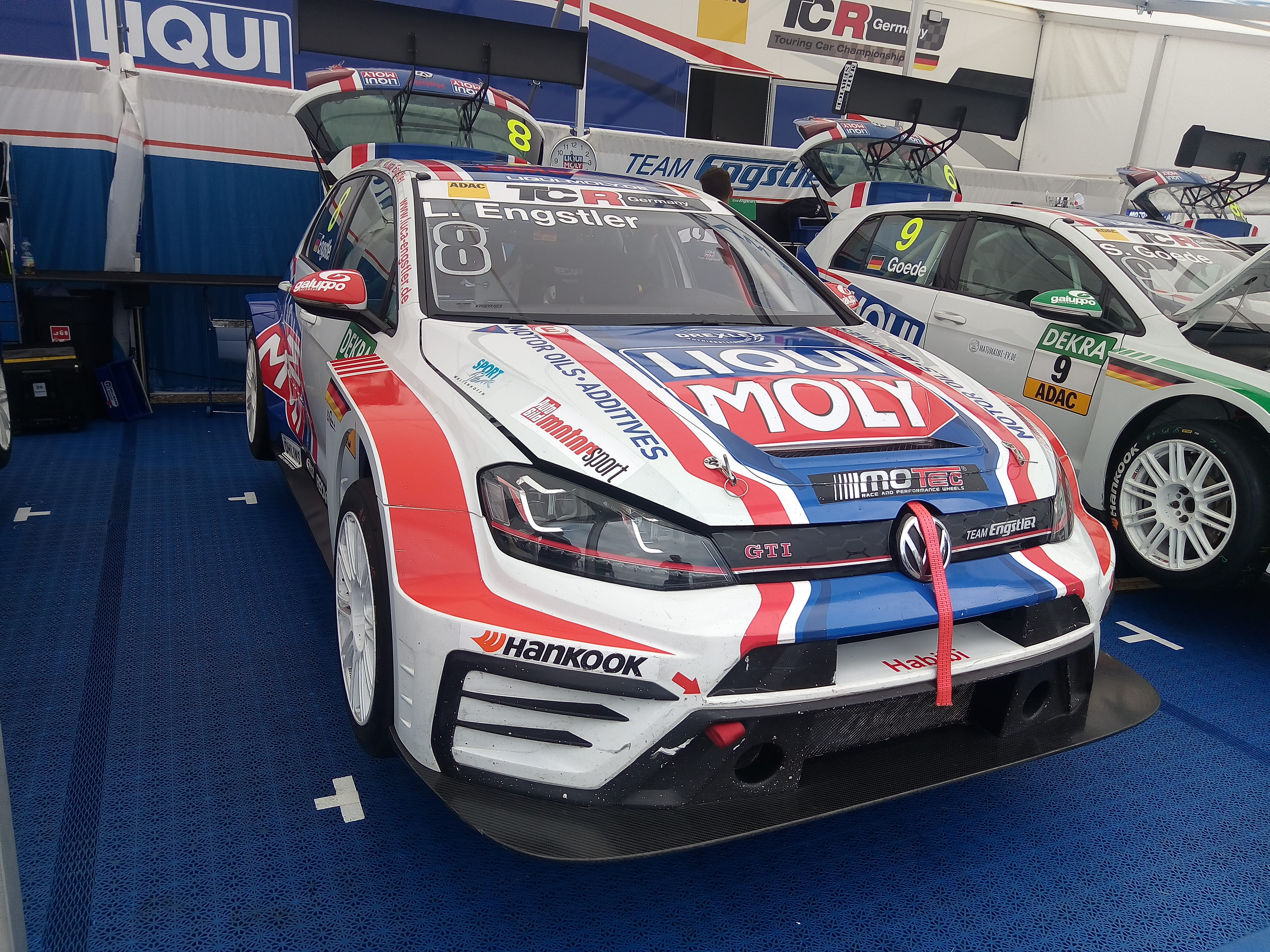
VW Golf GTI TCR
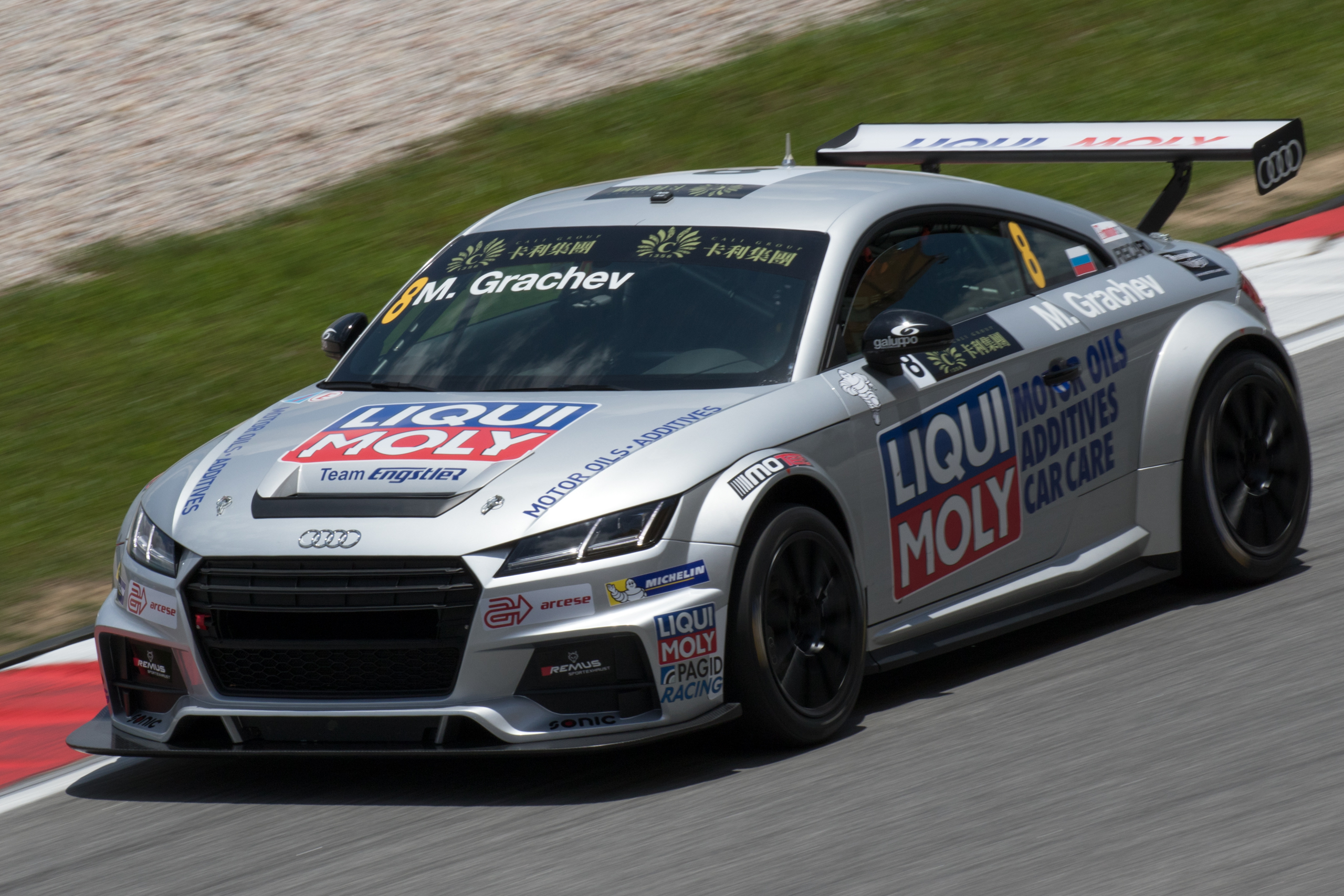
Audi TT Cup in der TCR International Series
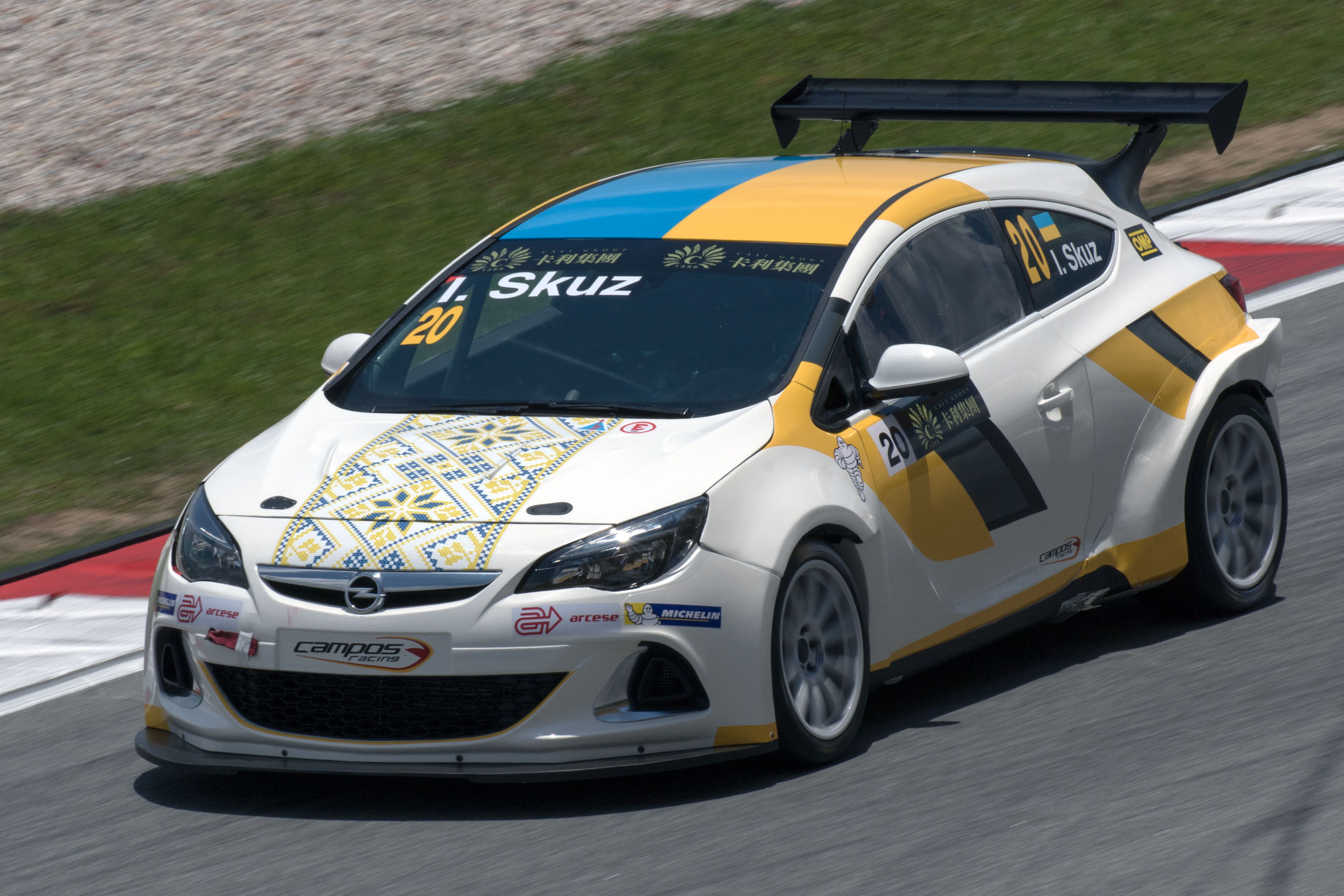
Opel Astra OPC Cup in der TCR International Series

## E-TCR

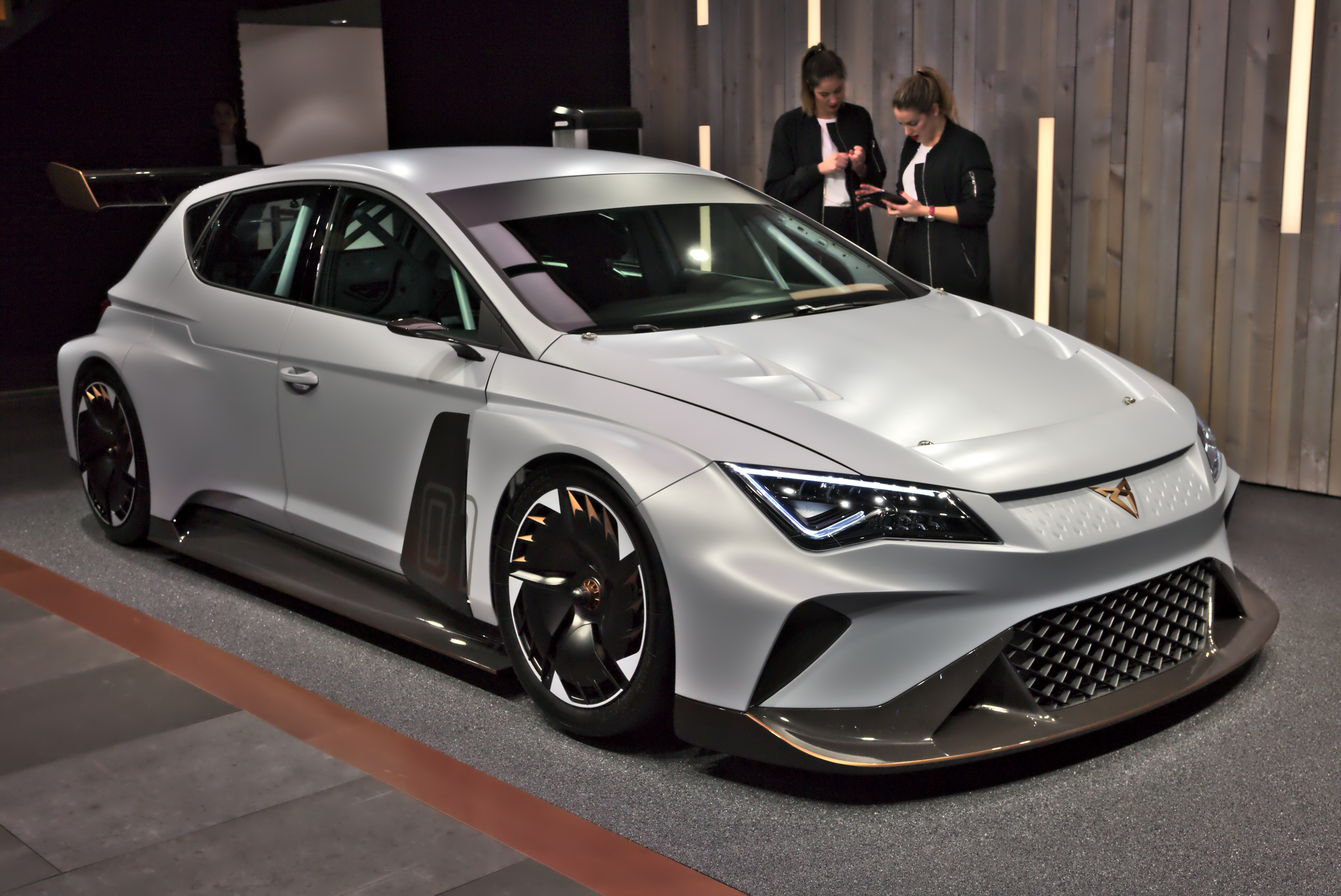
Cupra E-TCR auf dem Genfer Auto-Salon 2018

Kurz vor dem Auto-Salon in Genf 2018 stellte der TCR-Rechteinhaber WSC ein neues Konzept für eine E-TCR vor, in der rein elektrisch angetriebene Tourenwagen fahren sollen. Zeitgleich präsentierte Seat auf dem Genfer Auto-Salon mit dem Cupra E-Racer ein dazu passendes Rennfahrzeug. Der Cupra E-Racer basiert auf dem Seat Leon TCR. Im Gegensatz zu den herkömmlichen TCR-Autos werden bei den E-TCR-Fahrzeugen die Hinterräder angetrieben, und das über eine Kraftübertragung, die ohne Gangschaltung auskommt. Zum Einsatz kommen hierbei vier E-Motoren, die paarweise an den Hinterrädern montiert sind. Das Antriebsmoment fließt über ein Einganggetriebe direkt an die Hinterräder. Die Elektromotoren besitzen dabei eine maximale Drehzahl von 12000min−1. Der gesamte Antriebsstrang mit vier Motoren soll eine Dauerleistung von 300 kW (408 PS) abgeben. Kurzfristig soll auch eine Spitzenleistung von bis zu 500 kW (680 PS) abrufbar sein. Dies sind 242 kW (330 PS) mehr, als die TCR-Version des Cupra mit Benzinantrieb üblicherweise vorweisen kann. Seine Beschleunigung ist mit 3,2 Sekunden von Null auf 100 km/h sowie 8,2 Sekunden von Null auf 200 km/h angegeben. Zudem soll eine Höchstgeschwindigkeit von über 270 km/h möglich sein. Das Modell ist außerdem mit einem Energierückgewinnungssystem ausgestattet. Als Energiespeicher dient eine Batterie, die aus 6.072 Zellen zusammengesetzt wurde und die es auf ein Gewicht von rund 450 Kilogramm bringt, das rund ein Drittel des Fahrzeuggesamtgewichts ausmacht. Die Batteriekapazität beträgt 65 Kilowattstunden. Als Ladezeit gibt Seat 40 Minuten an. Für einen optimalen Schwerpunkt sitzt die Batterie im Fahrzeugboden. Im Vergleich zum konventionell angetriebenen Cupra TCR wiegt der Cupra e-Racer etwa 400 Kilogramm mehr.
Der komplette Antriebsstrang und die Batterien sollen in der E-TCR Einheitsbauteile sein, die in die Chassis von vier- oder fünftürigen Tourenwagen eingebaut werden können. Im Seat Cupra E-Racer, der auf dem Leon TCR basiert, soll der Antriebsstrang 2018 getestet werden, außerdem sind Werbeauftritte geplant.
Im Rahmen des Saisonfinales der TCR Europe 2018 absolvierte der ehemalige WTCC-Pilot Jordi Gené zur ersten öffentlichen Vorführungen des Cupra e-Racers eine Reihe von Demonstrationsrunden auf dem Circuit de Catalunya in Barcelona. Der Leiter der WSC, Marcello Lotti, stellte währenddessen das neue Serienkonzept für die erste vollelektrische Mehrmarken-Tourenwagenserie ETCR vor, die im Jahr 2020 debütieren soll.

## TCR-Rennserien

### TCR International Series
Die TCR International Series wurde erstmals 2015 ausgetragen und von Marcello Lotti, dem ehemaligen Promoter der Tourenwagen-Weltmeisterschaft, promotet. Die TCR International Series war eine vergleichsweise günstige, weltweit ausgetragene Meisterschaft. Sie fand in Asien und Europa statt und wurde zum Teil im Rahmen der Formel-1-Weltmeisterschaft ausgetragen.

### Tourenwagen-Weltcup (WTCR)
Seit der Saison 2018 wird der FIA-Tourenwagen-Weltcup (WTCR) ausgetragen. Dieser ging aus der Fusion der TCR International Series mit der Tourenwagen-Weltmeisterschaft hervor. Beim technischen Reglement der Tourenwagen wird das TCR-(TCN2-)Reglement übernommen. Da das TCR-Konzept Kundensport vorsieht, sind in der WTCR keine Werksteams möglich. Dadurch konnte die FIA den Weltmeisterschaftsstatus nicht weiter ausschreiben.

### TCR Europe
| Jahr | Meister              | Meister                  | Zweiter           | Zweiter                  | Dritter          | Dritter           | Teamwertung                  | Teamwertung              |
| ---- | -------------------- | ------------------------ | ----------------- | ------------------------ | ---------------- | ----------------- | ---------------------------- | ------------------------ |
| 2016 | Pierre-Yves Corthals | Opel Astra               | Frédéric Caprasse | Opel Astra               | Antti Buri       | Audi RS 3 LMS     |                              |                          |
| 2017 | Aurélien Comte       | Peugeot 308              | Giacomo Altoè     | VW Golf GTI              | Josh Files       | Honda Civic       | Target Competition           | Honda Civic              |
| 2018 | Mikel Azcona         | Seat Leon                | Jean-Karl Vernay  | Audi RS 3 LMS            | Dušan Borković   | Hyundai i30 N     | Hell Energy Racing with KCMG | Honda Civic Type R       |
| 2019 | Josh Files           | Hyundai i30 N            | Julien Briché     | Peugeot 308              | Santiago Urrutia | Audi RS 3 LMS     | Target Competition           | Hyundai i30 N            |
| 2020 | Mehdi Bennani        | Audi RS 3 LMS            | John Filippi      | Hyundai i30 N            | Nicolas Baert    | Audi RS 3 LMS     | Comtoyou Racing              | Audi RS 3 LMS            |
| 2021 | Mikel Azcona         | Cupra Leon               | Franco Girolami   | Honda Civic Type R       | Niels Langeveld  | Hyundai Elantra N | Sébastien Loeb Racing        | Hyundai Elantra N        |
| 2022 | Franco Girolami      | Audi RS 3 LMS TCR (2021) | Tom Coronel       | Audi RS 3 LMS TCR (2021) | Josh Files       | Hyundai Elantra N | Comtoyou Racing              | Audi RS 3 LMS TCR (2021) |

### TCR Germany
In der Saison 2016 debütierte die vom ADAC und Engstler Motorsport ausgerichtete TCR Germany in Deutschland. Sie fand im Rahmen des ADAC Masters Weekend statt und startete auch im Rahmen der deutschen Rennen der TCR International Series in der Motorsport Arena Oschersleben. Die Renndistanz der zwei Läufe pro Wochenende beträgt jeweils 30 Minuten. Der Erfolg der TCR Germany führte in der Saison 2017 zu einem Teilnehmerfeld von teilweise über 40 Fahrzeugen. Im Jahr 2023 wurde die Serie beendet und findet nun ihr neues Zuhause in der Spezial-Tourenwagen-Trophy
| Jahr | Meister         | Meister       | Zweiter         | Zweiter            | Dritter               | Dritter       | Teamwertung               | Rookie Challenge   | Rookie Challenge |
| ---- | --------------- | ------------- | --------------- | ------------------ | --------------------- | ------------- | ------------------------- | ------------------ | ---------------- |
| 2016 | Josh Files      | Seat Leon     | Harald Proczyk  | Seat Leon          | Steve Kirsch          | Honda Civic   | Target Competition        | Tom Lautenschlager | VW Golf GTI      |
| 2017 | Josh Files      | Honda Civic   | Mike Halder     | Seat Leon          | Sheldon van der Linde | Audi RS 3 LMS | Target Competition UK-SUI | Luca Engstler      | VW Golf GTI      |
| 2018 | Harald Proczyk  | Opel Astra    | Luca Engstler   | Hyundai i30 N      | Niels Langeveld       | Audi RS 3 LMS | HP Racing                 | Max Hesse          | Audi RS 3 LMS    |
| 2019 | Max Hesse       | Hyundai i30 N | Harald Proczyk  | Hyundai i30 N      | Antti Buri            | Audi RS 3 LMS | Hyundai Team Engstler     |                    |                  |
| 2020 | Antti Buri      | Hyundai i30 N | Harald Proczyk  | Hyundai i30 N      | Dominik Fugel         | Honda Civic   | HP Racing International   |                    |                  |
| 2021 | Luca Engstler   | Hyundai i30 N | Martin Andersen | Hyundai i30 N      | Dominik Fugel         | Honda Civic   | Hyundai Team Engstler     |                    |                  |
| 2022 | Martin Andersen | Honda Civic   | Jessica Bäckman | Hyundai Veloster N | Szymon Ladniak        | Honda Civic   | Liqui Moly Team Engstler  |                    |                  |

### TCR Russia
| Jahr | Meister        | Meister       | Zweiter            | Zweiter       | Dritter          | Dritter       | Teamwertung        |
| ---- | -------------- | ------------- | ------------------ | ------------- | ---------------- | ------------- | ------------------ |
| 2017 | Dmitri Bragin  | Seat Leon     | Vladimir Sheshenin | Lada Vesta    | Aleksey Dudukalo | Seat Leon     | LADA Sport Rosneft |
| 2018 | Dmitri Bragin  | Audi RS 3 LMS | Aleksey Dudukalo   | Audi RS 3 LMS | Kirill Ladygin   | Lada Vesta    | Lukoil Racing Team |
| 2019 | Dmitri Bragin  | Hyundai i30 N | Kirill Ladygin     | Lada Vesta    | Klim Gavrilov    | Audi RS 3 LMS | TAIF Motorsport    |
| 2020 | Kirill Ladygin | Lada Vesta    | Klim Gavrilov      | Hyundai i30 N | Dmitri Bragin    | Hyundai i30 N | LADA Sport Rosneft |
| 2021 |                |               |                    |               |                  |               |                    |

### TCR Australia
| Jahr | Meister                                  | Meister                                  | Zweiter                                  | Zweiter                                  | Dritter                                  | Dritter                                  | Teamwertung                              |
| ---- | ---------------------------------------- | ---------------------------------------- | ---------------------------------------- | ---------------------------------------- | ---------------------------------------- | ---------------------------------------- | ---------------------------------------- |
| 2019 | Will Brown                               | Hyundai i30 N                            | Tony D’Alberto                           | Honda Civic Type R                       | Aaron Cameron                            | Volkswagen Golf GTI                      | HMO Customer Racing                      |
| 2020 | nicht stattgefunden wegen COVID Pandemie | nicht stattgefunden wegen COVID Pandemie | nicht stattgefunden wegen COVID Pandemie | nicht stattgefunden wegen COVID Pandemie | nicht stattgefunden wegen COVID Pandemie | nicht stattgefunden wegen COVID Pandemie | nicht stattgefunden wegen COVID Pandemie |
| 2021 | Chaz Mostert                             | Audi RS 3 LMS                            | Aaron Cameron                            | Peugeot 308                              | Jordan Cox                               | Alfa Romeo Giulietta Veloce              | Melbourne Performance Centre             |
| 2022 | Tony D’Alberto                           | Honda Civic Type R                       | Will Brown                               | Audi RS3 LMS                             | Josh Buchan                              | Hyundai Elantra N                        | HMO Customer Racing                      |

### VLN
Die VLN Langstreckenmeisterschaft Nürburgring schreibt seit der Saison 2017 eine eigene Klasse für TCR-Fahrzeuge aus. Bereits in der Saison 2016 waren einige TCR-Autos in der VLN in der Klasse SP3T gestartet. Obwohl die TCR-Fahrzeuge leistungsmäßig auf dem Papier den angestammten SP3T-Fahrzeugen unterlegen waren, konnten einige Klassensiege mit TCR-Fahrzeugen eingefahren werden. An den TCR-Autos, die in der Regel für Sprintrennen entwickelt wurden, sind für den Langstreckeneinsatz auf der Nordschleife nur wenige Anpassungen notwendig. Die VLN hat in enger Zusammenarbeit mit der Engstler Motorsport GmbH, die die Rechteinhaber der TCR in Deutschland ist, die Eckdaten des Reglements für die VLN-Klasse erarbeitet.